# Гасанов, Нариман Нарманович
Нариман Нарманович Гасанов (род. 4 октября 1990) — российский футболист.

## Карьера
В 2009 году выступал за любительский клуб «Шинник-Углич» из Ярославля. В сезоне 2010/2011 года выступал за азербайджанский «Мугань» Салян, за который провёл два матча. С 2011 года выступает за угличский любительский клуб «Чайка».